# Monako na Mistrzostwach Świata w Lekkoatletyce 2011
Monako na Mistrzostwach Świata w Lekkoatletyce 2011 – reprezentacja Monako podczas czempionatu w Daegu liczyła 1 zawodnika.

## Występy reprezentantów Monako

### Mężczyźni

#### Konkurencje biegowe
| Konkurencja   | Zawodnik   | Runda 1  | Runda 1 | Runda 2      | Runda 2 | Półfinał | Półfinał | Finał    | Finał   |
| Konkurencja   | Zawodnik   | Rezultat | Pozycja | Rezultat     | Pozycja | Rezultat | Pozycja  | Rezultat | Pozycja |
| ------------- | ---------- | -------- | ------- | ------------ | ------- | -------- | -------- | -------- | ------- |
| Bieg na 800 m | Brice Etès |          |         | 1:48,22 (SB) | 29      |          |          |          |         |